# Canton de Trévoux
Le canton de Trévoux est une circonscription électorale française située dans le département de l'Ain en région Auvergne-Rhône-Alpes.
À la suite du redécoupage cantonal de 2014, les limites territoriales du canton sont remaniées. Le nombre de communes du canton passe de 6 à 12.

## Géographie
Ce canton est organisé autour de Trévoux dans l'arrondissement de Bourg-en-Bresse. Son altitude varie de 167 m (Jassans-Riottier) à 267 m (Frans) pour une altitude moyenne de 189 m.

## Histoire
Le canton de Trévoux a été créé en 1801.
Le canton a connu plusieurs modifications depuis sa création :
- il perd les communes de Genay, de Montanay, de Sathonay-Camp et de Sathonay-Village, rattachées au département du Rhône par la loi no 67-1205 du 29 décembre 1967 ;
- il perd treize communes qui constituent à compter de 1985 le nouveau canton de Reyrieux ;
- un nouveau découpage territorial de l'Ain (département) entre en vigueur à l'occasion des élections départementales de mars 2015, défini par le décret du 13 février 2014[4], en application des lois du 17 mai 2013 (loi organique 2013-402 et loi 2013-403)[5]. Les conseillers départementaux sont, à compter de ces élections, élus au scrutin majoritaire binominal mixte. Les électeurs de chaque canton élisent au Conseil départemental, nouvelle appellation du Conseil général, deux membres de sexe différent, qui se présentent en binôme de candidats. Les conseillers départementaux sont élus pour six ans au scrutin binominal majoritaire à deux tours, l'accès au second tour nécessitant 12,5 % des inscrits au premier tour. En outre la totalité des conseillers départementaux est renouvelée. Ce nouveau mode de scrutin nécessite un redécoupage des cantons dont le nombre est divisé par deux avec arrondi à l'unité impaire supérieure si ce nombre n'est pas entier impair, assorti de conditions de seuils minimaux[6]. Dans l'Ain, le nombre de cantons passe ainsi de 43 à 23. Le canton de Trévoux passe de 6 à 12 communes, issues des anciens cantons de Trévoux (6 communes) et de Reyrieux (6 communes). Le canton est entièrement inclus dans l'arrondissement de Bourg-en-Bresse. Le bureau centralisateur est situé à Trévoux.

## Représentation

### Conseillers départementaux depuis 2015
| Période élective | Période élective | Mandat | Mandat   | Identité       | Nuance | Nuance | Qualité                                                                        |
| ---------------- | ---------------- | ------ | -------- | -------------- | ------ | ------ | ------------------------------------------------------------------------------ |
| 2015             | 2021             | 2015   | 2021     | Nathalie Barde |        | UDI    | Conseillère municipale de Reyrieux (jusqu'en 2020)                             |
| 2015             | 2021             | 2015   | 2021     | Marc Pechoux   |        | LR     | Maire de Trévoux                                                               |
| 2021             | 2028             | 2021   | en cours | Nathalie Barde |        | UDI    | Conseillère sortante                                                           |
| 2021             | 2028             | 2021   | en cours | Marc Péchoux   |        | LR     | Conseiller sortant, Président de la Communauté de communes Dombes Saône Vallée |

#### Élections de mars 2015
À l'issue du premier tour des élections départementales de 2015, deux binômes sont en ballottage : Nathalie Barde et Marc Pechoux (Union de la Droite, 27,96 %) et Isabelle Achard et Patrick Rousset (Union de la Gauche, 27,64 %). Le taux de participation est de 47,87 % (10 304 votants sur 21 523 inscrits) contre 48,99 % au niveau départemental et 50,17 % au niveau national.
Au second tour, Nathalie Barde et Marc Pechoux (Union de la Droite) sont élus avec 57,54 % des suffrages exprimés et un taux de participation de 45,64 % (5 235 voix pour 9 825 votants et 21 525 inscrits).

#### Élections de juin 2021
Le premier tour des élections départementales de 2021 est marqué par un très faible taux de participation (33,26 % au niveau national). Dans le canton de Trévoux, ce taux de participation est de 30,6 % (7 212 votants sur 23 572 inscrits) contre 31,48 % au niveau départemental. À l'issue de ce premier tour, deux binômes sont en ballottage : Nathalie Barde et Marc Péchoux (Union au centre et à droite, 35,48 %) et Patrick Charrondière et Marjolaine Pella (Union à gauche avec des écologistes, 25,1 %).
Le second tour des élections est marqué une nouvelle fois par une abstention massive équivalente au premier tour. Les taux de participation sont de 34,3 % au niveau national, 31,83 % dans le département et 31,41 % dans le canton de Trévoux. Nathalie Barde et Marc Péchoux (Union au centre et à droite) sont élus avec 64,12 % des suffrages exprimés (4 520 voix pour 7 404 votants et 23 571 inscrits),.

### Période antérieure à 2015

#### Conseillers généraux de 1833 à 2015
| Période           | Période      | Identité                                  | Étiquette      | Qualité |
| ----------------- | ------------ | ----------------------------------------- | -------------- | --- |
| 1833              | 1848         | Frédéric Perrier                          | Monarchiste    | Président du Tribunal de Trévoux, député (1834-1848)                                                                   |
| 1848              | 1864         | Claude Margerand                          |                | Avocat, maire de Jassans                                                                                               |
| 1864              | 1871         | Comte Prosper de Garnier des Garets d'Ars |                | Maire d'Ars (1838-1879), conseiller d'arrondissement                                                                   |
| 1871              | 1883 (décès) | François Guillot                          | Républicain    | Notaire, Maire de Trévoux (1881-1883)                                                                                  |
| 1883              | 1887 (décès) | Robert André Bodin                        |                | Propriétaire - Maire de Saint-André-de-Corcy                                                                           |
| 1887              | 1889         | Emmanuel Chalandon                        | Droite         | Propriétaire - Maire de Parcieux                                                                                       |
| 1889              | 1923 (décès) | Donat Bollet                              | Rad.           | Docteur-médecin - Maire de Trévoux Député (1908-1912) puis sénateur (1912-1923) de l'Ain                               |
| 1923              | 1928         | Jules Passaquay                           | Rad.           | Maire de Trévoux (1912-1925), conseiller d'arrondissement                                                              |
| 1928              | 1940         | Antoine Gallet                            | Rad. ind.      | Commerçant Maire de Trévoux (1930-33) - Député (1936-40)                                                               |
|                   |              |                                           |                | |
| 1945              | 1949 (décès) | Gustave Clavez                            | SFIO puis Rad. | Médecin Maire de Trévoux (1937-41 et 44-47)                                                                            |
| 25 septembre 1949 | 1970         | Émile Dubuis                              | MRP puis CD    | Avocat Maire de Trévoux (1941-44 et 47-71), député (1958-67)                                                           |
| 1970              | 1976         | Michel Vittori                            | UDR            | Comptable, membre du Conseil Économique et Social Maire de Trévoux (1971-89) Député-suppléant de Guy de La Verpillière |
| 1976              | 1982         | Edmond Large                              | PS             | Maire de Saint-André-de-Corcy (1962-82)                                                                                |
| 1982              | 1985         | Louis Baise                               | RPR            | Maire de Saint-Jean-de-Thurigneux (1959-95) Elu en 1985 dans le Canton de Reyrieux                                     |
| 1985              | 1992         | Henri Desmonceaux                         | DVD            | Médecin à Trévoux, suppléant du député Michel Voisin                                                                   |
| 1992              | 1998         | Paul Colombel                             | RPR            | Comptable Maire de Jassans-Riottier (1983-2001)                                                                        |
| 1998              | 2015         | Patrick Rousset                           | DVG            | Chef d'entreprise Maire de Saint-Didier-de-Formans (1995-2014) Vice-président du Conseil général                       |

#### Conseillers d'arrondissement (de 1833 à 1940)
Le canton de Trévoux avait deux conseillers d'arrondissement à partir de 1892.
| Période                                  | Période      | Identité                                   | Étiquette   | Qualité |
| ---------------------------------------- | ------------ | ------------------------------------------ | ----------- | --- |
| 1833                                     | 1836         | Louis Henri Latil de Thimécour (1786-1838) |             | Médecin à Trévoux                                                                                           |
| 1836                                     | 1848         | Joseph Praire de Terrenoire (1789-1862)    |             | Propriétaire à Reyrieux                                                                                     |
| 1848                                     | 1864         | Prosper de Garnier des Garets (1799-1879)  |             | Propriétaire, maire d'Ars-sur-Formans                                                                       |
| 1852                                     | 1861         | Charles Laforest                           |             | Avoué à Trévoux                                                                                             |
| 1861                                     | 1871         | Gilbert-Hippolyte Raffin                   |             | Notaire, maire de Trévoux                                                                                   |
| 1864                                     | 1871         | Jules Gazanchon de Chavannes (1813-1903)   |             | Notaire à Genay                                                                                             |
| 1871                                     | 1886         | Antoine Guillon                            |             | Propriétaire, maire de Reyrieux, Président du Conseil d'arrondissement                                      |
| 1871                                     | 1892         | Claude Just                                |             | Négociant, propriétaire à Montanay                                                                          |
| 1886                                     | 1892         | Pierre-Joseph Achard                       |             | Négociant à Trévoux                                                                                         |
| 1892                                     | 1901         | Pierre-Marie Neyraud                       | Républicain | Maire de Montanay                                                                                           |
| 1892                                     | 1895         | Pierre-Benoit Clugnet                      | Républicain | Propriétaire à Reyrieux                                                                                     |
| 1895                                     | 1911 (décès) | Claude Taura (1843-1911)                   |             | Maire de Misérieux                                                                                          |
| 1901                                     | 1919         | François Chevelu                           | Radical     | Médecin, ancien maire de Sathonay                                                                           |
| 1911                                     | 1919         | Claude Bellet                              | Radical     | Propriétaire, maire de Sainte-Euphémie                                                                      |
| 1919                                     | 1923         | Jules Passaquay                            | Rad.        | Maire de Trévoux                                                                                            |
| 1919                                     | 1937         | Jean Georges                               |             | Maire de Saint-Jean-de-Thurigneux                                                                           |
| 13 août 1923                             | 1940         | Charles Louis Moiroux                      | Rad.        | Maire de Montanay                                                                                           |
| 1937                                     | 1940         | Léon Fournet                               | Radical     | Maire de Jassans                                                                                            |
| 1940                                     |              |                                            |             | Les conseils d'arrondissement ont été suspendus par la loi du 12 octobre 1940 et n'ont jamais été réactivés |
| Les données manquantes sont à compléter. |              |                                            |             | |

Source : Journal Le Courrier de l'Ain sur le site des archives départementales.

## Composition

Localisation du canton dans l'Ain avant 2015.

### Composition avant 2015
Le canton de Trévoux regroupait six communes.
| Nom                     | Code Insee | Codepostal | Superficie (km2) | Population (dernière pop. légale) | Densité (hab./km2) |
| ----------------------- | ---------- | ---------- | ---------------- | --------------------------------- | ------------------ |
| Trévoux (chef-lieu)     | 01427      | 01600      | 5,71             | 6 714 (2012)                      | 1 176              |
| Beauregard              | 01030      | 01480      | 0,94             | 866 (2012)                        | 921                |
| Frans                   | 01166      | 01480      | 7,98             | 1 972 (2012)                      | 247                |
| Jassans-Riottier        | 01194      | 01480      | 4,81             | 6 306 (2012)                      | 1 311              |
| Saint-Bernard           | 01339      | 01600      | 3,15             | 1 396 (2012)                      | 443                |
| Saint-Didier-de-Formans | 01347      | 01600      | 6,53             | 1 782 (2012)                      | 273                |

### Composition à partir de 2015
Le nouveau canton de Trévoux comprend douze communes entières.
| Nom                             | Code Insee | Intercommunalité                 | Superficie (km2) | Population (dernière pop. légale) | Densité (hab./km2) | Modifier                                    |
| ------------------------------- | ---------- | -------------------------------- | ---------------- | --------------------------------- | ------------------ | ------------------------------------------- |
| Trévoux (bureau centralisateur) | 01427      | CC Dombes Saône Vallée           | 5,71             | 6 931 (2022)                      | 1 214              | modifier les données · modifier les données |
| Beauregard                      | 01030      | CC Dombes Saône Vallée           | 0,94             | 826 (2022)                        | 879                | modifier les données · modifier les données |
| Frans                           | 01166      | CC Dombes Saône Vallée           | 7,98             | 2 547 (2022)                      | 319                | modifier les données · modifier les données |
| Jassans-Riottier                | 01194      | CA Villefranche Beaujolais Saône | 4,81             | 6 315 (2022)                      | 1 313              | modifier les données · modifier les données |
| Massieux                        | 01238      | CC Dombes Saône Vallée           | 3,10             | 2 733 (2022)                      | 882                | modifier les données · modifier les données |
| Misérieux                       | 01250      | CC Dombes Saône Vallée           | 7,41             | 2 010 (2022)                      | 271                | modifier les données · modifier les données |
| Parcieux                        | 01285      | CC Dombes Saône Vallée           | 3,14             | 1 317 (2022)                      | 419                | modifier les données · modifier les données |
| Reyrieux                        | 01322      | CC Dombes Saône Vallée           | 15,70            | 5 228 (2022)                      | 333                | modifier les données · modifier les données |
| Saint-Bernard                   | 01339      | CC Dombes Saône Vallée           | 3,15             | 1 544 (2022)                      | 490                | modifier les données · modifier les données |
| Saint-Didier-de-Formans         | 01347      | CC Dombes Saône Vallée           | 6,53             | 2 176 (2022)                      | 333                | modifier les données · modifier les données |
| Sainte-Euphémie                 | 01353      | CC Dombes Saône Vallée           | 4,61             | 1 741 (2022)                      | 378                | modifier les données · modifier les données |
| Toussieux                       | 01423      | CC Dombes Saône Vallée           | 4,74             | 1 228 (2022)                      | 259                | modifier les données · modifier les données |
| Canton de Trévoux               | 0121       |                                  | 67,82            | 34 596 (2022)                     | 510                | modifier les données                        |

## Démographie

### Démographie avant 2015
| 1962  | 1968  | 1975  | 1982   | 1990   | 1999   | 2006   | 2011   | 2012   |
| ----- | ----- | ----- | ------ | ------ | ------ | ------ | ------ | ------ |
| 7 329 | 8 543 | 9 802 | 12 175 | 15 278 | 17 221 | 18 624 | 18 733 | 19 036 |

### Démographie depuis 2015
En 2022, le canton comptait 34 596 habitants, en évolution de +5,44 % par rapport à 2016 (Ain : +5,15 %, France hors Mayotte : +2,11 %).
| 2013   | 2018   | 2022   |
| ------ | ------ | ------ |
| 31 428 | 33 447 | 34 596 |